# Santa Clara (Angola)
Santa Clara ist eine Kleinstadt im Süden Angolas. Sie liegt 45 km südlich der Provinzhauptstadt Ondjiva. In der Ortschaft befindet sich der wichtigste Grenzübergang zwischen Angola und Namibia. Auf namibischer Seite wird vielfach der Name der dortigen Siedlung Oshikango als Bezeichnung für den Grenzübergang benutzt. In dieser Stadt ist auch der Namibia-Dollar eine gültige Währung. 
Seit der erleichterten Visavergabe an ausländische Besucher von Seiten der angolanischen Behörden ab dem 30. März 2018 hat sich die Zahl der Grenzübertritte in Santa Clara von 44.473 auf 265.156 in den ersten 10 Monaten des Jahres erhöht. Die meisten Ausländer kamen aus Namibia (30 %), Südafrika (27 %), Simbabwe (13 %) und Mosambik (10 %), gefolgt von Brasilien, Belgien, Deutschland, Portugal, Kap Verde, Mauritius, São Tomé e Príncipe, Botswana, Südkorea, Vereinigte Staaten, Argentinien, Uruguay, Kanada, Chile und Kuba.

## Verkehr
Neben der dort die Grenze passierenden Straße ist für die Zukunft der Bau einer Eisenbahnstrecke geplant, die ebenfalls hier die Grenze passieren, und in der Provinz Huíla auf die Benguelabahn treffen wird. Auf namibischer Seite ist die Eisenbahnstrecke bis unmittelbar zur Staatsgrenze fertiggestellt.
Die Fernbusse der Grupo SGO fahren den Ort an. Seit Oktober 2018 besteht außerdem eine Fernbusverbindung der angolanischen Gesellschaft Macon nach Luanda und Windhoek.

## Verwaltung
Santa Clara ist eine Ortschaft in der Gemeinde und im Kreis Namacunde, in der Provinz Cunene.